# صفر ابی‌اف
صفر ابی‌اف (انگلیسی: Safar Abiyev؛ زادهٔ ۲۷ ژانویهٔ ۱۹۵۰) سیاست‌مدار اهل جمهوری آذربایجان است.
وی همچنین برندهٔ جوایزی همچون نشان پرچم آذربایجان شده‌است.